# Jarosław Rodzewicz
Jarosław Rodzewicz (n. 11 mai 1973, Gdynia, Polonia) este un scrimer polonez, medaliat olimpic. A participat la o ediție a Jocurilor Olimpice (1996) în care a câștigat o medalie de argint.

## Participări
Lista de mai jos prezintă principalele competiții la care a participat Jarosław Rodzewicz de-a lungul carierei.
- fencing at the 1996 Summer Olympics – men's team foil[*]